# 奧爾珀雷爾山
47°03′12″N 11°39′32″E / 47.05333°N 11.65889°E

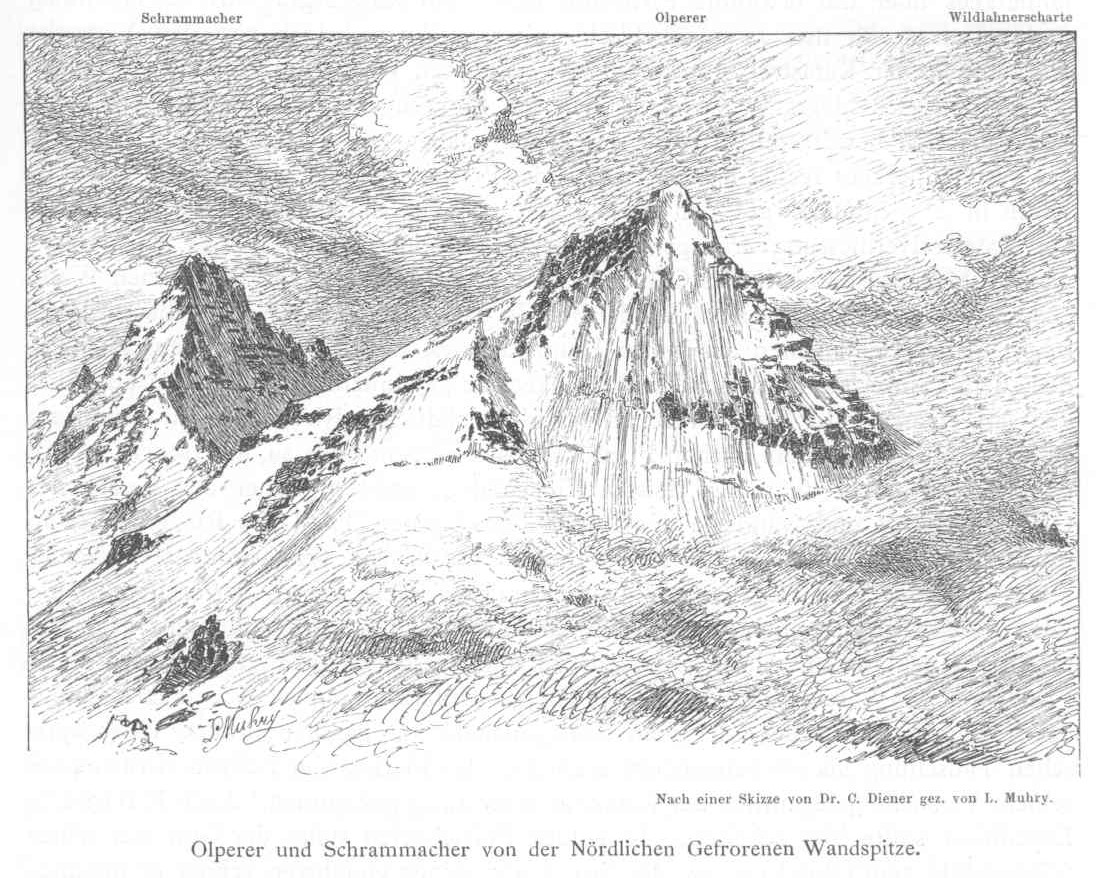

奧爾珀雷爾山（德語：Olperer），是奥地利的山峰，位於該國西部，由蒂羅爾州負責管轄，屬於齊勒塔爾阿爾卑斯山脈的一部分，海拔高度3,476米，人類在1867年9月10日首次登頂。